# 小中甸镇
小中甸镇，是中华人民共和国云南省迪庆藏族自治州香格里拉市下辖的一个乡镇级行政单位。

## 行政区划
小中甸镇下辖以下地区：
联合村、和平村和团结村。